# Rivière Clyde (lac Memphrémagog)
Pour les articles homonymes, voir Clyde.
La rivière Clyde est un affluent du lac Memphrémagog, qui coule sur une distance de 53,9 km, au nord du Vermont aux États-Unis. Elle est la plus orientale des quatre grandes rivières dans le comté d'Orléans (Vermont). Elle est la plus puissante des quatre dans le comté d'Orleans, alimentant plusieurs turbines de barrage. La rivière Clyde fait partie de la Northern Forest Canoe Trail (français: Voie canotable dans la forêt du Nord).
Le segment de la rivière Clyde au Vermont, compris entre la jonction des routes 105/114 jusqu'à la "Clyde Road", comporte une longueur de 33,8 km; ce segment de rivière est classé par American Whitewater comme class I-III section.

## Géographie
Le bassin versant draine environ 378 km2. À l'exception de 5 km de rapides près de sa confluence, son écoulement est très lent, car son cours traverse plusieurs étangs naturels de taille considérables. Même pendant les crues de printemps, le courant est à peine perceptible.

### Cours de la rivière
La rivière Clyde prend sa source de "Spectacle Pond" (longueur: 1,4 km; altitude: 357 m), à Brighton. La partie sud du "Spectacle Pond" fait partie du "Brighton State Park". Spectacle Pond est actuellement un kettle. Sa profondeur varie entre 2,4 m à 3,0 m avec un fond épais de boue.
À partir de l'embouchure du "Spectacle Pond", la rivière Clyde coule sur 53,9 km selon les segments suivants:
Cours supérieur de la rivière (segment de 4,9 km)
- 0,3 km vers le nord-ouest jusqu'à la rive est de Island Pond;
- 1,8 km vers le nord-ouest en traversant le Island Pond (longueur: 2,8 km; altitude: 357 m) vers Island Pond, jusqu'à l'embouchure[6],[7];
- 0,9 km vers le sud-ouest en traversant la ville de Island Pond et en passant au sud de Bluff Mountain, jusqu'à la confluence de la rivière Pherrins (venant du nord) qui s'avère l'affluent majeur[8].

La rivière Pherrins qui constitue le plus important affluent de la rivière Clyde, déborde fréquemment et soudainement. Lors des grandes crues de la rivière Pherrins, l'afflux d'eau génère temporairement un renversement du cours de la rivière Clyde, causant ainsi un fort refoulement des eaux dans le Island Pond pour environ 10 heures ou plus, jusqu'à ce que l'étang soit à sa pleine capacité, ou que l'eau puisse s'écouler en aval.
Cours intermédiaire de la rivière (segment de 26,6 km)
À partir de la confluence de la rivière Pherrins, la rivière Clyde coule sur:
- 3,1 km vers le sud-ouest, jusqu'au ruisseau Oswegatchie (venant du sud);
- 4,8 km vers le nord-ouest, en serpentant entre le Rosebrook Hill (situé du côté sud) et le Dollif Mountain (situé du côté nord) jusqu'à la décharge des Mud Pounds (venant du nord);
- 0,6 km vers le nord-ouest, jusqu'à la limite de Charleston;
- 0,2 km vers le nord-ouest dans Charleston, jusqu'à la décharge (venant du nord-est) d'un lac;
- 0,6 km vers le nord-ouest, jusqu'au ruisseau Lang (venant du nord);
- 1,5 km vers le nord-ouest en contournant une île en fin de segment, jusqu'au ruisseau Back (venant du sud);
- 0,8 km vers le nord-ouest, jusqu'au ruisseau Mad (venant du sud);
- 2,5 km vers le nord-ouest en passant au nord-est de Deer Hill (altitude du sommet: 412 m) jusqu'à la décharge (venant du nord) du lac Écho (altitude: 380 m) et du lac Seymour (altitude: 390 m; la confluence de cette décharge est située au sud du village de East Charleston;
- 7,2 km vers le nord-ouest en se séparant en deux pour contourner une île (longueur: 0,9 km), puis en serpentant jusqu'à la décharge (venant du sud) de l'étang Toad;
- 5,3 km (ou 2,1 km en ligne directe) vers le nord-ouest, jusqu'à la rive sud de l'Étang Pensionner.

Cours inférieur de la rivière (segment de 22,4 km)
- 1,8 km vers le nord, traversant le Pensioner Pond (altitude: 346 m) jusqu'à son embouchure où le lac se rétrécit, puis courbe vers le nord-ouest;
- 0,7 km vers le nord, jusqu'à la rive sud de Charleston Pond;
- 0,8 km vers le nord jusqu'au barrage situé à l'embouchure de Charleston Pond (altitude: 311 m);
- 4,3 km vers le nord-ouest jusqu'à la rive sud du lac;
- 1,4 km vers le nord-ouest jusqu'à la confluence du lac qui est interconntecté au lac Salem par un détroit de 0,2 km;
- 2,4 km vers le nord-ouest traversant le lac Salem (altitude: 292 m) jusqu'à son embouchure;
- 6,4 km vers l'ouest formant une courbe vers le nord, traversant l'Interstate 91 et serpentant jusqu'au barrage situé au nord-est du Clyde Pond;
- 1,4 km vers le sud-ouest, traversant le Clyde Pond (altitude: 265 m), jusqu'au barrage situé sur la rive ouest de l'étang;
- 3,2 km vers l'ouest traversant la ville de Newport jusqu'à la confluence de la rivière, soit sur la rive sud du Lac Memphremagog (altitude: 207 m).

### Charleston
La rivière Clyde s'avère le cours d'eau le plus important de Charleston et passe près du centre-ville. Son cours qui est généralement lent, comporte quelques chutes importante dont le "Great Falls" (français: la Grande Chûte) dans la partie ouest de la ville, dont la dénivellation est de 10,4 m; l'altitude au bas de la chûte étant de 20,1 m.

## Histoire
La rivière était utilisée depuis longtemps pour rejoindre le fleuve Connecticut (fleuve), en passant par un portage qui reliait la rivière Nulhegan, un affluent du fleuve.

## Toponymie
Le terme "Clyde" constitue un prénom populaire d'origine anglaise. Ce terme est aussi utilisé comme patronyme de famille.
Ce toponyme a été officialisé le 29 octobre 1980 au Geographic Names Information System (GNIS) du gouvernement fédéral américain.

## Listes

### Affluents
Les barrages suivants sont érigés sur des affluents (sous-bassins versants) qui alimentent la rivière Clyde (et non pas érigés sur la rivière Clyde même):
Lac Seymour est un affluent qui se jette dans le lac Echo, qui à son tour se jette dans la rivière Clyde. Il est utilisé pour l'énergie hydroélectrique. La construction du barrage a été achevée en 1928. Il a une surface normale de 2,8 sqmi km2. Elle est détenue par "Citizens Utilities Company". Ce barrage est conçu de pierre et de béton. Le noyau est en béton. La fondation est sur le sol. Ses dimensions sont 2,133 6 m de hauteur par 20,726 4 m de long. Le débit maximal de la décharge est 2,406 93 m3 par seconde. La capacité maximale du réservoir est de 5 200 acre.ft; la quantité normale d'eau est 3 500 acre.ft. Il draine un territoire dont la superficie est de 52,28 km2.

### Liste des villes et villages
Liste des principales villes/villages à partir de la confluence:
- Newport (Vermont)
- Derby (Vermont)
- Charleston (Vermont)
  - West Charleston (village)
  - East Charleston (village)
- Brighton (Vermont)
  - Island Pond (Vermont)